# Olaf Neumann (Mathematiker)
Olaf Neumann (* 25. Januar 1938 in Liegnitz; † 17. Dezember 2017 in Jena) war ein deutscher Mathematiker und Mathematikhistoriker. Er war bis zur Emeritierung Professor an der Friedrich-Schiller-Universität Jena.

## Leben und Werk
Neumann studierte 1955 bis 1960 Mathematik an der Humboldt-Universität Berlin. Ab 1961 war er in Sankt Petersburg bei Igor Schafarewitsch und anderen und wurde 1966 an der Lomonossow-Universität promoviert. 1966 bis 1978 war er in der Forschungsgruppe des Zahlentheoretikers Helmut Koch am Zentralinstitut für Mathematik und Mechanik der Akademie der Wissenschaften in Berlin.  1972 habilitierte er sich an der Humboldt-Universität Berlin (Promotion B) mit einer Arbeit über die Reduktion elliptischer Kurven. 1979 wurde er Universitätsdozent in Jena und 1992 Universitätsprofessor (Lehrstuhl für Grundlagen und Geschichte der Mathematik).
1987/88 war er als Fulbright-Stipendiat an der Brown University.
Als Mathematiker befasste er sich mit Algebra und algebraischer Zahlentheorie und als Mathematikhistoriker mit der Geschichte dieser Disziplinen. Sein Interesse für Wissenschaftsgeschichte begann um 1977 als Sekretär der Gauss-Kommission.
1997 wurde er Mitglied der Akademie gemeinnütziger Wissenschaften zu Erfurt.

## Schriften (Auswahl)
Zur Mathematik:
- Über Lokalisierungen der Kohomologie proendlicher Gruppen, Mathematische Nachrichten, Band 43, 1970, S. 185–213
- Zur Galois-Kohomologie Abelscher Mannigfaltigkeiten, Mathematische Nachrichten, Band 40, 1969, S. 367–378
- Zur Reduktion der elliptischen Kurven, Mathematische Nachrichten, Band 46, 1970, S. 285–310
- Elliptische Kurven mit vorgeschriebenem Reduktionsverhalten, 2 Teile, Mathematische Nachrichten, Band 49, 1971, S. 107–123, Band 56, 1973, S. 269–280
- On p-closed number fields with restricted ramification, Math. USSR Izvestija, Band 9, 1975

Zur Mathematikgeschichte:
- als Herausgeber: Bernhard Riemann (1826–1866). Mit B. Riemann, Habilitationsvortrag, Göttingen 1854 (erstmals erschienen in Göttingen 1867 / B. G. Teubner 1876); R. Dedekind: Bernhard Riemanns Lebenslauf, B. G. Teubner 1876; O. Neumann: Über Riemanns Habilitationsvortrag, EAGLE 2017, Leipzig, Edition am Gutenbergplatz Leipzig, 2017, ISBN 978-3-95922-097-2
- als Herausgeber/Bearbeiter und Übersetzer: Bernhard Riemann, Hermann Minkowski, Riemannsche Räume und Minkowski-Welt, Eagle, Edition am Gutenbergplatz 2012,  (mit B. Riemanns Habilitationsvortrag, Göttingen 1854, Riemanns Commentatio Mathematica (1861), Minkowskis Raum und Zeit, und D. Hilberts Gedächtnisrede auf H. Minkowski (1909) und Dedekinds Lebenslauf von Riemann, und dem Essay "Riemann, Minkowski und der Begriff Raum" von Olaf Neumann)
- Bemerkungen aus heutiger Sicht über Gauß´Beiträge zu Zahlentheorie, Algebra und Funktionentheorie, NTM-Schriftenreihe für Geschichte der Naturwissenschaft, Technik und Medizin, Band 16, 1979, S. 22–39
- C. F. Gauss, Disquisitiones Arithmeticae (1801), in Ivor Grattan-Guinness (Hrsg.), Landmark Writings in Western Mathematics 1640–1940, Elsevier 2005
- Über die Anstöße zu Kummers Schöpfung der Idealen Complexen Zahlen, in: Joseph W. Dauben (Hrsg.), Mathematical Perspectives, essays on mathematics and his historical development, presented to Kurt-Reinhard Biermann on the occasion of his 60th birthday, Academic Press 1981, S. 179–199
- Herausgeber mit Menso Folkerts:  Der Briefwechsel zwischen Kummer und Reuschle: ein Beitrag zur Geschichte der algebraischen Zahlentheorie, Augsburg, Rauner, 2006
- mit Harold Edwards, Walter Purkert: Dedekinds Bunte Bemerkungen zu Kroneckers Grundzüge, Archive for History of Exact Sciences, Band 27, 1982, S. 49–85
- mit Walter Purkert: Richard Dedekind – zum 150. Geburtstag, Mitt. Mathem. Ges. der DDR, 1981, S. 84–110
- Was sollen und was sind Divisoren ?, Mathematische Semesterberichte, Band 48, 2002, S. 139–192
- Die Entwicklung der Galoistheorie zwischen Arithmetik und Topologie (1850 bis 1960), Archive for History of Exact Sciences, Band 50, 1997, S. 291–329
- Zur Genesis der Algebraischen Zahlentheorie, NTM-Schriftenreihe für Geschichte der Naturwissenschaft, Technik und Medizin, 3 Teile, 1979/80
- Herausgeber mit Hans Wußing, Kurt-R. Biermann: Gauss´Mathematisches Tagebuch 1796–1814, Akademische Verlagsgesellschaft Geest und Portig, 2. Auflage 1979 und öfter

Er übersetzte Kapitel 5 (Zahlentheorie) von Jean Dieudonné (Herausgeber), Geschichte der Mathematik 1700–1900, Vieweg 1985 und Leonhard Euler Zur Theorie komplexer Funktionen (mit Walter Purkert, 1983, aus dem Lateinischen). Außerdem übersetzte er 1962 die Affine Differentialgeometrie von Petr Alexejewitsch Schirokow aus dem Russischen.